# 共立電気計器
共立電気計器株式会社（きょうりつでんきけいき）は、東京都目黒区中根に本社を置く日本の電気計測器の開発、生産、販売を行うメーカーである。創業は1940年5月。

## 概要
1940年の創業以来、一貫して電気の現場用計測器のメーカーとして国内外に確固たる地位を築いてきている。特に、海外市場の開拓は国内の同業他社に先んじて推進しており、海外でも電気関連技術者の間ではその製品の信頼性とともに知名度は高い。
なかでも、クランプメータについては1965年に国内で初めてその開発に成功して以来、国内外ともにトップクラスのシェアを堅持している。

## 拠点
- 東京営業所
- 大阪営業所
- 名古屋営業所
- KEW(THAILAND)LTD．
- KEWTECH CORPORATION LTD.
- KEW EUROPA OFFICE
- 上海現地法人
- KYORITSU INSTRUMENTS ASIA PTE LTD.

## 沿革
- 1940年 5月　共立電気研究所を設立。電気計器の製造を開始
- 1950年 9月　法人組織に改め､商号を共立電気計器株式会社と変更
- 1957年 5月　現在地､東京都目黒区中根に本社・工場を移転
- 1965年 7月　国内初のクランプメータの開発に成功。製造販売を開始
- 1987年 5月　KEW(THAILAND)LTD．を100％出資にて設立
- 2003年 9月　KEWTECH CORPORATION LTD.（英国現地法人）設立
- 2008年 1月　KEW EUROPA OFFICE 開設
- 2008年 1月　上海現地法人設立
- 2015年 4月　シンガポールに販売合弁会社KYORITSU INSTRUMENTS ASIA PTE LTD.設立

## 主な製品
- マルチメータ
- クランプメータ
- 絶縁抵抗計
- 接地抵抗計
- 電源品質アナライザ
- 電力計
- ロガー
- クランプセンサ
- 回転計
- 検相器
- 照度計
- 温度計